# دانغانرونبا ذي أنيميشن
دانغانرونبا ذي أنيميشن (باليابانية: ダンガンロンパ: The Animation، بالروماجي: Danganronpa: The Animation) هو مسلسل تلفزيوني أنمي مقتبس من لعبة فيديو التي تم تطويرها لبلاي ستيشن بورتبل، دانغانرونبا: تريغر هابي هافوك. أنتج الأنمي من قبل استوديو ليرتشي، عرض الأنمي في 4 يوليو عام 2013 واستمر عرضه حتى 26 سبتمبر عام 2013، وتكون 13 حلقة.

## القصة
تدور أحدث القصة عن 16 طالبًا في أكاديمية قمة الأمل، يترأس هذه الأكاديمية دب يدعى مونوكوما، يشرح لهم الدب أن الطريقة الوحيدة للتخرج من هذه الأكاديمية هي قتل أحد زملائهم، دون أن يكتشف أحد من القاتل، أن تم اكتشاف القاتل فسوف يتم اعدامه، وأن لم يكتشف فسوف تخرج، ويقتل باقي الطلاب.

## الشخصيات
مونوكوما (باليابانية: モノクマ، بالروماجي: Monokuma)
مؤدية الصوت: نوبويو أوياما
ماكوتو نايغي (باليابانية: 苗木 誠، بالروماجي: Naegi Makoto)
مؤدية الصوت: ميغومي أوغاتا
كيوكو كيريغيري
(باليابانية: 霧切 響子، بالروماجي: Kirigiri Kyōko)
مؤدية الصوت: يوكو هيكاسا
بياكويا توغامي (باليابانية: 十神 白夜، بالروماجي: Togami Byakuya)
مؤدي الصوت: أكيرا إيشيدا
توكو فوكاوا (باليابانية: 腐川 冬子، بالروماجي: Fukawa Tōko) /جينوسايدر شو (باليابانية:  ジェノサイダー翔، بالروماجي: Jenosaidā Shō)
مؤدية الصوت: ميوكي ساواشيرو
آوي أساهينا (باليابانية: 朝日奈 葵، بالروماجي: Asahina Aoi)
مؤدية الصوت: تشيوا سايتو
ياسوهيرو هاغاكوري (باليابانية: 葉隠 康比呂، بالروماجي: Hagakure Yasuhiro)
مؤدي الصوت: ماسايا ماتسكازي
ساياكا مايزونو (باليابانية: 舞園 さやか، بالروماجي: Maizono Sayaka)
مؤدية الصوت: ماكيكو أوموتو
ريون كواتا (باليابانية: 桑田 怜恩، بالروماجي: Kuwata Reon)
مؤدي الصوت: تاكاهيرو ساكوراي
تشيهيرو فوجيساكي (باليابانية: 不二咲 千尋، بالروماجي: Fujisaki Chihiro)
مؤدي الصوت: كوكي مياتا
موندو أووادا (باليابانية: 大和田 紋土، بالروماجي: Ōwada Mondo)
مؤدي الصوت: كازويا ناكاي
كيوتاكا إشيمارو (باليابانية: 石丸 清多夏، بالروماجي: Ishimaru Kiyotaka)
مؤدي الصوت: كوسكي توريومي
هيفومي يامادا (باليابانية: 山田 一二三، بالروماجي: Yamada Hifumi)
مؤدي الصوت: كابي ياماغوتشي
سيليستيا لودنبيرغ (باليابانية: セレスティア・ルーデンベルク، بالروماجي: Seresutia Rūdenberuku)
مؤدية الصوت: هيكيرو شينا
ساكورا أوغامي (باليابانية: 大神 さくら، بالروماجي: Ōgami Sakura)
مؤدية الصوت: كوجيرا
جونكو إينوشيما (باليابانية: 江ノ島 盾子، بالروماجي: Enoshima Junko)
مؤدية الصوت: ميغومي تويوغوتشي
موكورو إيكوسادا (باليابانية: 戦刃 むくろ، بالروماجي: Ikusaba Mukuro)
مؤدية الصوت: ميغومي تويوغوتشي
إيغو أروتا (باليابانية: アルターエゴ، بالروماجي: Arutā Ego)
مؤدي الصوت: كوكي مياتا
جين كيريغيري (باليابانية: 霧切 仁، بالروماجي: Kirigiri Jin)
مؤدي الصوت: كابي ياماغوتشي

## وصلات خارجية
- دانغانرونبا ذي أنيميشن عند كرانشي رول
- دانغانرونبا ذي أنيميشن على موقع IMDb (الإنجليزية)
- دانغانرونبا ذي أنيميشن على موقع فيلمافينيتي (الإسبانية)
- دانغانرونبا ذي أنيميشن على موقع قاعدة بيانات الفيلم (الإنجليزية)
- دانغانرونبا ذي أنيميشن على موقع ANN anime (الإنجليزية)